# Département de Doctor Manuel Belgrano
Le département de Doctor Manuel Belgrano est une des 16 subdivisions de la province de Jujuy, en Argentine. Son chef-lieu est la ville de San Salvador de Jujuy, qui est également la capitale de la province.
Le département a une superficie de 1 917 km2. Sa population s'élevait à 278 336 habitants en 2001.

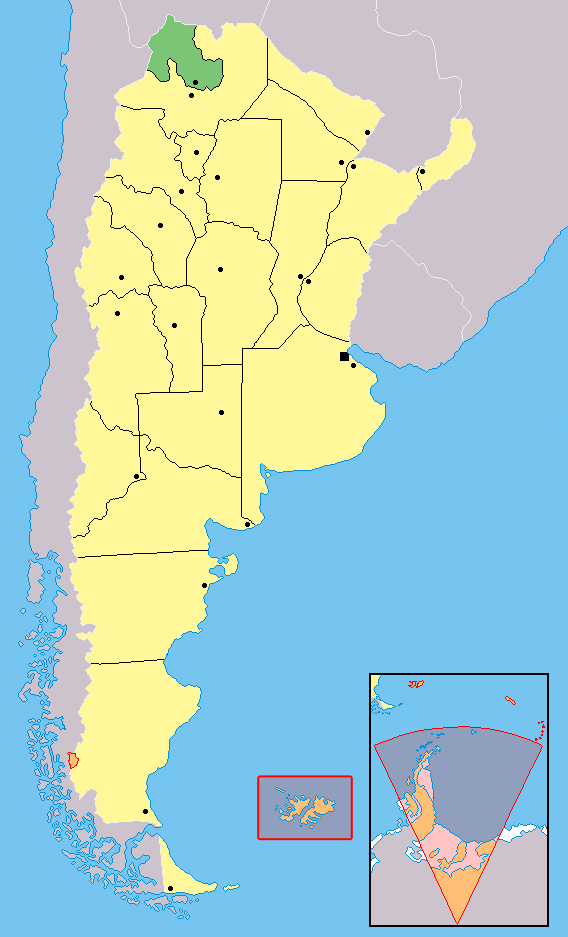
Localisation de la province de Jujuy en Argentine.